# 吴广林
吴广林（1968年—），广西西林人，壮族，中华人民共和国政治人物、第十一届全国人民代表大会广西地区代表。
担任广西西林县鲁维村村支书，是中共党员。2008年起担任全国人大代表。